# Escrezione

Molecola di acido urico. Sostanza prodotta dal metabolismo dei prodotti azotati ed eliminata con l'escrezione negli organismi animali uricotelici, come gli uccelli

L'escrezione è un processo fisiologico di secrezione rivolta verso l'esterno con cui gli organismi viventi, attraverso particolari organi e meccanismi biochimici, eliminano le sostanze del metabolismo inutili o tossiche o date dal metabolismo cellulare che si accumulano in essi e regolano il proprio equilibrio idro-salino; gli organi preposti a tale eliminazione vengono denominati emuntori; tra di essi figurano: pelle, apparato urinario, intestino, apparato respiratorio, pancreas e fegato.
Principali prodotti dell'escrezione sono, nel mondo animale a seconda delle specie considerate, molecole azotate di diversa natura. Nei vertebrati le principali sono costituite da urea, ammoniaca e acido urico, prodotti della demolizione delle sostanze azotate, soprattutto proteine. L'escrezione non va confusa con la defecazione, che è l'allontanamento delle sostanze non digerite, transitate nell'intestino (anche se in associazione a fegato e pancreas è un organo esocrino) senza mai essere entrate a far parte integrante delle cellule del corpo. Nei cordati provvisti di cloaca, come i sauropsidi, entrambi i prodotti di rifiuto dell'organismo vengono evacuati all'esterno tramite un orifizio comune, mentre è condizione comune in altri taxa lo sbocco dei dotti nefridiali all'interno dell'intestino (enteronefria).

## Apparati di escrezione

### Organismi unicellulari
Gli organismi unicellulari provvedono all'escrezione tramite esocitosi, ovvero riversando i prodotti all'esterno in vescicole di membrana cellulare.

### Organismi pluricellulari

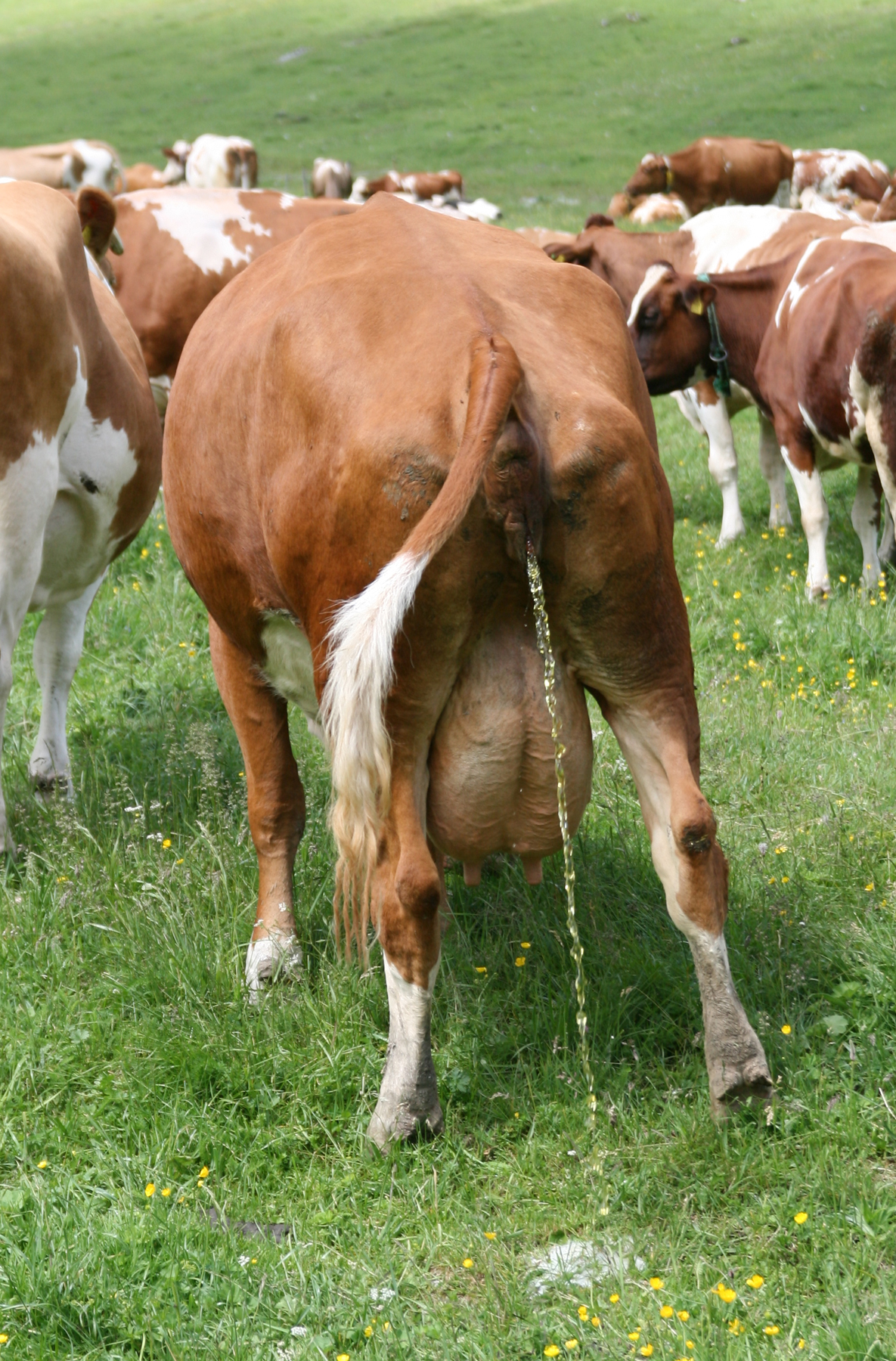
Una vacca elimina l'urina svuotando la propria vescica ed espellendo i metaboliti azotati

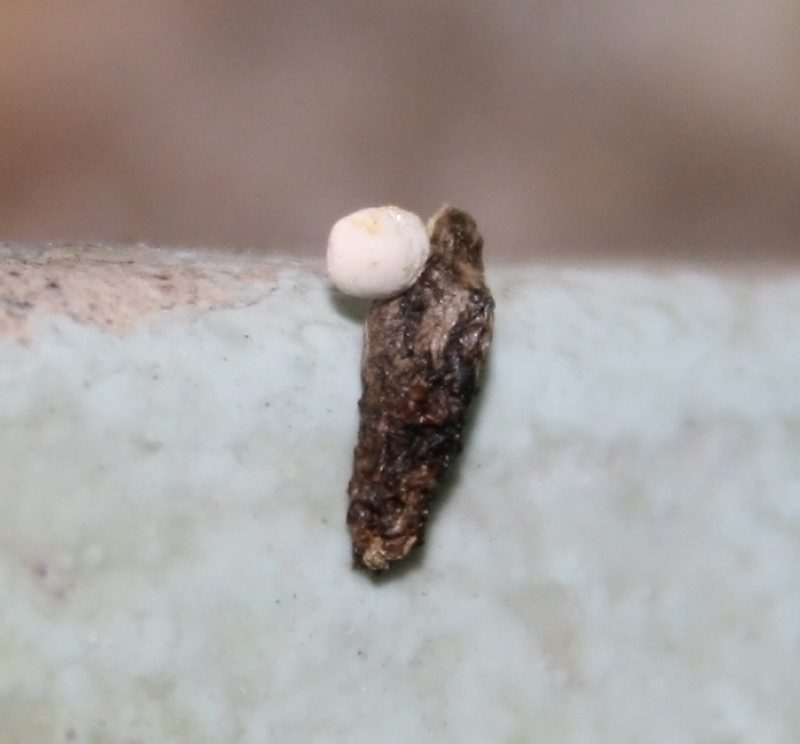
La parte bianca in cima alle feci scure di una lucertola, rappresenta l'escreto, principalmente costituito da acido urico

Le piante utilizzano gli stomi per espellere alcuni prodotti metabolici. Tramite altri processi sono in grado di secernere cere, oli essenziali e altro; tramite l'escissione periodica delle foglie, sono in grado di eliminare senza particolari elaborazioni ulteriori metaboliti di scarto.
Negli animali svolge funzione escretrice l'apparato escretore, alla cui categoria appartengono, tra gli altri, l'apparato urinario, l'apparato protonefridiale e il metanefridiale.
I prodotti di rifiuto dell'apparato escretore, spesso filtrati direttamente dal sangue, sono principalmente composti azotati, modificati ed espulsi a volte sotto forma di urina, e costituiti ad esempio da acido urico, urea o ammoniaca a seconda dei generi tassonomici.
In generale, le secrezioni delle ghiandole esocrine e degli emuntori, quali la sudorazione, il sebo o la stessa urina, rientrano nella definizione di escreti.

#### L'escrezione nei vertebrati
Possiamo distinguere tre categorie principali di escrezione nel subphylum dei vertebrati: gli ammoniotelici, gli ureotelici e gli uricotelici. Questa differenziazione si basa in gran parte sulla disponibilità di acqua che gli animali utilizzano per diluire i loro prodotti azotati. Gli ammoniotelici producono sostanze piuttosto tossiche per l'organismo come l'ammoniaca per cui hanno bisogno di molta acqua per diluire gli scarti senza esserne danneggiati. Tendenzialmente, gran parte degli organismi acquatici sono ammoniotelici, come molti pesci. Gli ureotelici producono sostanze come l'urea che vengono diluite in una scorta d'acqua immagazzinata in una vescica, come i mammiferi e molti anfibi adulti, che nella fase larvale sono ammoniotelici come molti pesci. Gli uricotelici producono sostanze scarsamente acide come l'acido urico e non hanno quasi nessuna perdita di acqua che viene riassorbita poco prima dell'escrezione, esempio sono molti sauropsidi (uccelli e rettili, principalmente squamati).

## Le varie modalità di escrezione nel regno animale

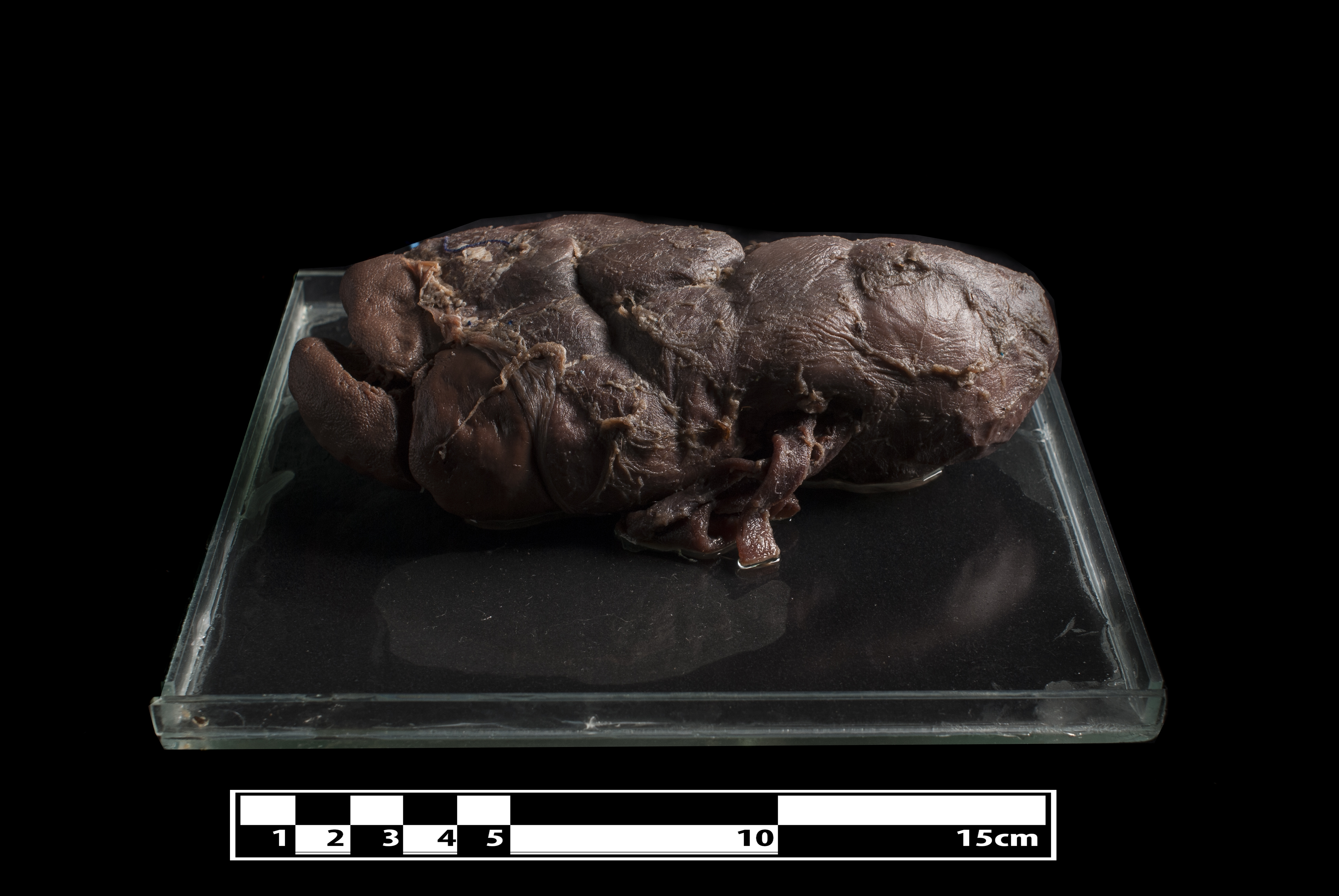
Rene manzo anatomia

Ci possono essere diversi modi per eliminare i prodotti di escrezione dall'organismo. L'escrezione è una tecnica che si è evoluta per millenni, dal semplice vacuolo contrattile fino al nefrone. Con l'aumentare del livello evolutivo dell'individuo aumenta la complessità dei suoi sistemi e quindi anche del sistema escretorio.

### Escrezione tramite vacuolo contrattile
Operata nei protozoi acquatici, i vacuoli contrattili eliminano l'acqua in eccesso che entra continuamente nella cellula per via di processi osmotici. Il vacuolo fatto a forma di sfera raggiata assorbe l'acqua in eccesso nella cellula tramite i raggi, gonfiando progressivamente di liquidi la zona sferica centrale. Quando l'acqua in eccesso è stata assorbita dal vacuolo, un poro presente sulla struttura sferica della superficie si apre, rilasciando all'esterno tutto il liquido e completando il processo escretorio.

### Escrezione tramite Protonefridi
Presenti soprattutto in organismi di piccole dimensioni, acelomati e pseudocelomati, i protonefridi sono l'arcaico antenato dei nostri nefroni. Sono composti da piccoli tubi che attraversano l'animale da testa a coda. I tubi sono pieni di appendici chiamate "cellule a fiamma". Il compito delle cellule a fiamma è quello di raccogliere le sostanze di scarto inglobate nei liquidi e, con un movimento ciliare presente nei tubi, trasportare le sostanze di scarto o all'esterno tramite dei micropori o all'interno della cavità gastrovascolare dove verranno eliminate con le feci.

### Escrezione tramite Metanefridi
Presenti negli animali con cavità corporee (celoma), i metanefridi consentono la filtrazione di un maggior volume di liquido e il riassorbimento dell'acqua e delle sostanze utili. Tutta la struttura del metanefride è ricoperta di vasi sanguigni che, tramite delle strutture sovrastanti chiamate podociti, filtrano acqua e sostanze di scarto dai vasi, riversando tutto nel celoma. Il primo "step" di questo assorbimento è l'estrazione del liquido celomatico dal celoma, che avviene tramite delle strutture sferiche chiamate "nefrostoma". Il nefrostoma è direttamente collegato con dei tubuli collettori che portano il liquido estratto in una vescica di accumulazione (vescica del metanefridio). La vescica possiede proprietà contrattili e, una volta accumulato il liquido nel suo interno, lo riversa all'esterno tramite dei pori chiamati nefridiopori. Prima di essere riversato all'esterno, acqua e sostanze utili vengono riassorbite dalle pareti della struttura.

### Escrezione tramite Tubuli malpighiani
I tubuli malpighiani sono l'apparato escretorio di molti insetti. Sono costituiti da tubi che estraggono il liquido celomatico dal celoma, utilizzando un sistema di trasporto attivo di ioni sodio e ioni potassio, e lo incanalano nell'ultima parte dell'intestino medio dell'insetto. Da qui il liquido viene trasportato nell'intestino posteriore e successivamente nel retto, dove gli ioni sodio (Na+) e gli ioni potassio (K+) vengono riassorbiti attivamente mentre l'acqua viene riassorbita per osmosi.

### Escrezione renale
Processo tramite il quale le sostanze abbandonano l'interno del tubulo contorto distale ed entrano nel tubulo collettore che le convoglia nei dotti papillari.

#### Escrezione nell'uomo

Meccanismo della diuresi nella specie umana.

Nella specie umana, gli organi attraverso i quali avviene l'escrezione o diuresi, con cui si intende anche la quantità di urina eliminata nell'unità di tempo, sono i reni, che eliminano l'urea e le altre scorie mediante l'urina. Negli esseri umani l'escrezione non è l'unica né la più importante funzione dei reni, che regolano anche l'equilibrio idroelettrolitico, l'equilibrio acido-base, la pressione arteriosa e altre funzioni. I due reni, alloggiati nella cavità addominale, hanno forma di fagiolo con, in media, una lunghezza di circa 7 cm e un'altezza di circa 12 cm. In corrispondenza della cavità, detta ilo renale, in ognuno di essi entra un vaso sanguigno, l'arteria renale, e ne esce un altro, la vena renale. All'interno di ogni rene si distinguono una zona esterna, la corticale, di colore scuro, al di sotto della quale si trova una zona più chiara, la midollare, costituita da una decina circa di strutture a forma di piramide. 
A livello microscopico, la corticale e parte della midollare contengono tanti microscopici organi escretori ammassati, i nefroni. Nel nefrone la formazione dell'urina avviene in due fasi: la filtrazione e il riassorbimento.
- Filtrazione. Questa fase avviene nella capsula di Bowman, il cui interno è tutto occupato da un groviglio di capillari (il glomerulo renale), che agiscono come un filtro. Alcuni componenti del sangue che scorrono nei capillari passano nella capsula e formano un'urina diluita, detta "preurina". Essi sono l'acqua e le molecole piccole, come glucosio, amminoacidi, sali. Non passano, invece, le molecole grandi, come le proteine. Ogni ora, grazie alla filtrazione, passano nella capsula circa 7,5 litri di liquido o preurina. Poiché la quantità di sangue totale che circola nell'organismo è di 5-6 litri, ci dev'essere un meccanismo per recuperare tutta questa quantità di liquido e riportarla nel sangue: questo è il riassorbimento.
- Riassorbimento. L'urina definitiva si forma a mano a mano che il liquido passa dalla capsula nel tubulo renale, un tubicino ripiegato e contorto. Lungo il tubulo avviene il riassorbimento e gran parte delle sostanze perse in precedenza ritornano nel sangue. Il riassorbimento avviene perché il tubulo è avviluppato da una rete di capillari che riportano nel sangue circa il 99% dell'acqua, tutto il glucosio e tutti gli amminoacidi.

L'1% dell'acqua, con disciolta l'urea e parte dei sali minerali, va a costituire l'urina definitiva, che esce dai reni imboccando gli ureteri, i canali che dai reni la portano ad una sacca, la vescica, che ha il compito di raccoglierla. Dalla vescica, infine, parte un unico canale, l'uretra, che porta l'urina all'esterno.
La composizione dell'urina è molto importante perché può far capire che nell'organismo c'è qualcosa che non va; infatti, a volte nell'urina compaiono sostanze che segnalano la presenza di malattie. Per esempio, la presenza di glucosio può indicare l'alterazione del metabolismo degli zuccheri denominata diabete mellito (dal latino mellìtus = dolce come il miele). Talvolta, inoltre, alcune sostanze prodotte dal metabolismo o derivate dagli alimenti possono sedimentare in forma cristallina formando piccolissimi sassolini, i calcoli (dal latino càlculus = sassolino usato per contare), che ostruiscono le vie urinarie causando le dolorose coliche renali.

#### Patologie
Alterazioni quantitative della diuresi sono:
- Anuria: produzione di urine assente o inferiore a 100 ml nelle 24 ore,
- Oliguria: riduzione della quantità di urine prodotte nelle 24 ore (<500 ml),
- Poliuria: aumento della quantità delle urine (>2500 ml/24 ore),
- Nicturia: diuresi abbondante nelle ore notturne.